# Ectocion
Ectocion (a veces Ectocyon) es un género extinto de mamíferos placentarios del orden Condylarthra. El género fue clasificado  como Gidleyina (Simpson, 1935) y Prosthecion (Patterson y West 1973)
Se han encontrado ejemplares de estos herbívoros en Canadá (Alberta, Saskatchewan) y Estados Unidos (Colorado, Montana, Dakota del Norte y Wyoming). Del Eoceno se han encontrado ejemplares en México y Estados Unidos (Colorado, Mississippi, Wyoming).
Uno de los efectos del máximo térmico del Paleoceno-Eoceno (MTPE) fue la reducción de tamaño de algunos animales. Distintos fósiles de mandíbula de Ectocion muestran que este género era menor en el MTPE (E. parvus, 55,5 millones de años) que ejemplares anteriores y posteriores de E. osbornianus (55,6 y 55,3 millones de años).